# بانتيلي ديميتروف
بانتيلي ديميتروف (بالبلغارية: Пантелей Димитров)‏ مواليد 02 نوفمبر 1940 في بلغاريا - الوفاة 23 يونيو 2001، كان لاعب كرة قدم بلغاري كان يلعب كلاعب وسط. سبق له أن لعب في كأس العالم لكرة القدم مع منتخب بلاده في مونديال عام 1962.

## المسيرة الاحترافية

### أندية لعب لها
- سسكا صوفيا
- سبارتك صوفيا
- نادي سبارتاك فارنا

## روابط خارجية
- بانتيلي ديميتروف على موقع الاتحاد الدولي (مؤرشف)  (الإنجليزية)
- بانتيلي ديميتروف على موقع قاعدة بيانات كرة القدم.إي يو (الإنجليزية)
- بانتيلي ديميتروف على موقع عالم كرة القدم.نت (الإنجليزية)